# Замок Маєрлінґ
Замок Маєрлінґ (нім. Schloss Mayerling) — колишній мисливський замок, розташований на південний захід від Відня у місцевості Маєрлінґ поблизу селища Алланд у Нижній Австрії. Наприкінці ХІХ ст. перебудований у монастир Святого Йосипа Кармеліток босих.

## Історія
Будівлі, що належали з 1550 року абатству Гайліґенкройц, у 1886 році придбав австро-угорський спадкоємець престолу, кронпринц Рудольф та перебудував на мисливський будинок. У замку в ніч на 30 січня 1889 року за нез'ясованих донині обставин та причин загинули 30-річний кронпринц Рудольф та його коханка, 17-річна баронеса Марія фон Вечера. За розпорядженням цісаря Франца Йосифа I і з фундації 140 000 гульденів до кінця року архітектори Йозеф Шмальцгофер (нім. Josef Schmalzhofer) та Генріх Шемфіл (нім. Heinrich Schemfil) перебудували замок на монастир, переданий 15 грудня 1899 року Кармеліткам Босим, де наступного дня відправили першу панахиду за Рудольфом. Головний вівтар монастирського костелу розташований на місці кімнати та ліжка, де помер кронпринц Рудольф і який заповів поховати себе поряд з Марією Вечерою на цвинтарі абацтва Гайлінґенкройц. Всупереч заповіту Рудольфа його поховали у склепі віденської Капуцинеркірхе біля батьків, а Марію фон Вечера на цвинтарі Гайліґенкройц (нім. Heiligenkreuz) поблизу родинного маєтку.
1940 року сестер монастиря було виселено звідти нацистами. Будівлі монастиря тривалий час стояли пусткою доти, доки там не облаштували шпиталь Червоного Хреста. За час війни будівлі зазнали значних ушкоджень. По війні до монастиря повернулися монахині, які весь час з Грацу і Баумгартену. Через пошкодження будівель вологою з квітня 2014 року розпочався проєкт «Зберегти Кармелітський Маєрлінґ» (нім. «Rettet den Karmel Mayerling»).

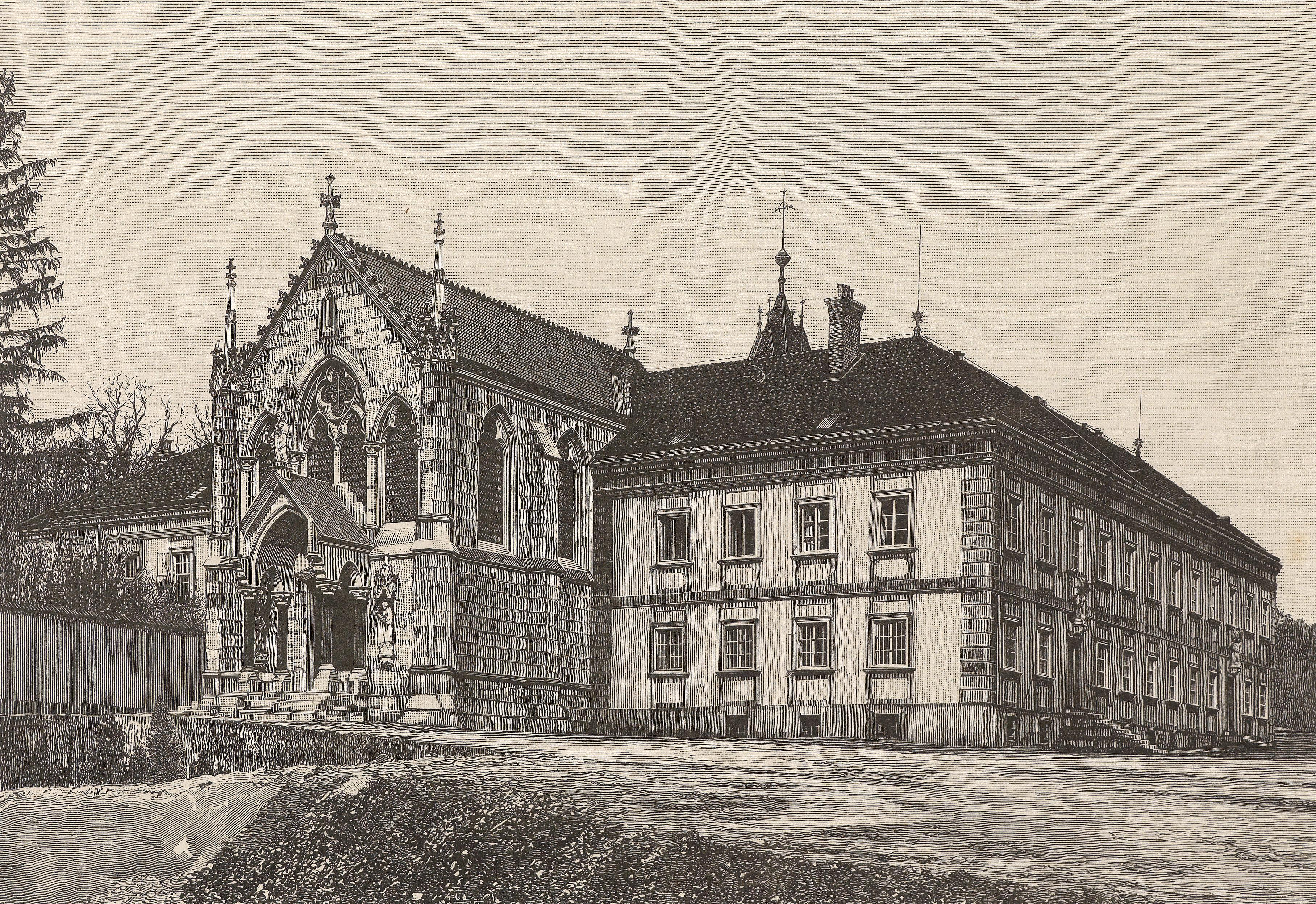
Монастир наприкінці ХІХ ст.
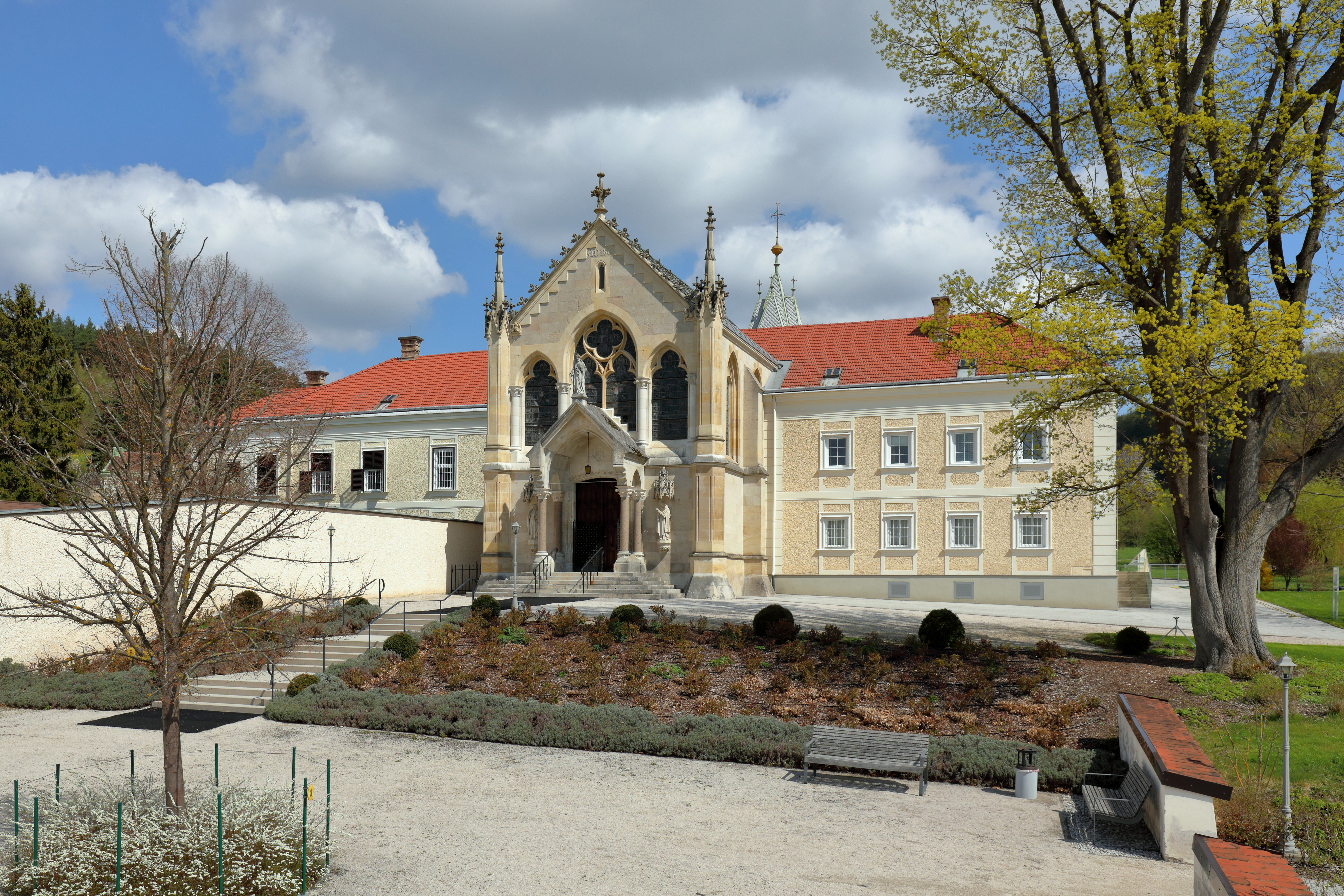
Замок Маєрлінґ. Сучасний вигляд
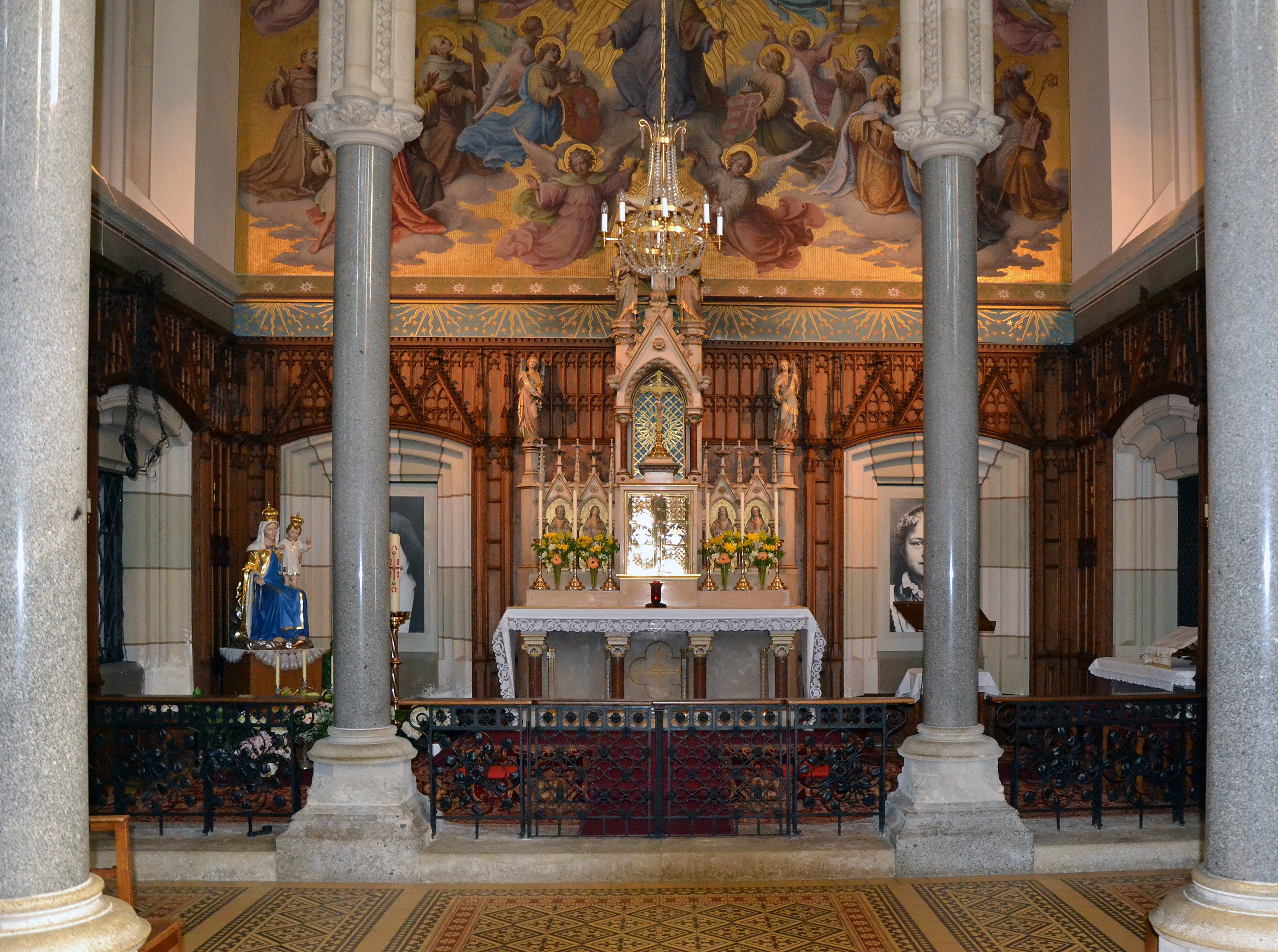
Головний вівтар костелу
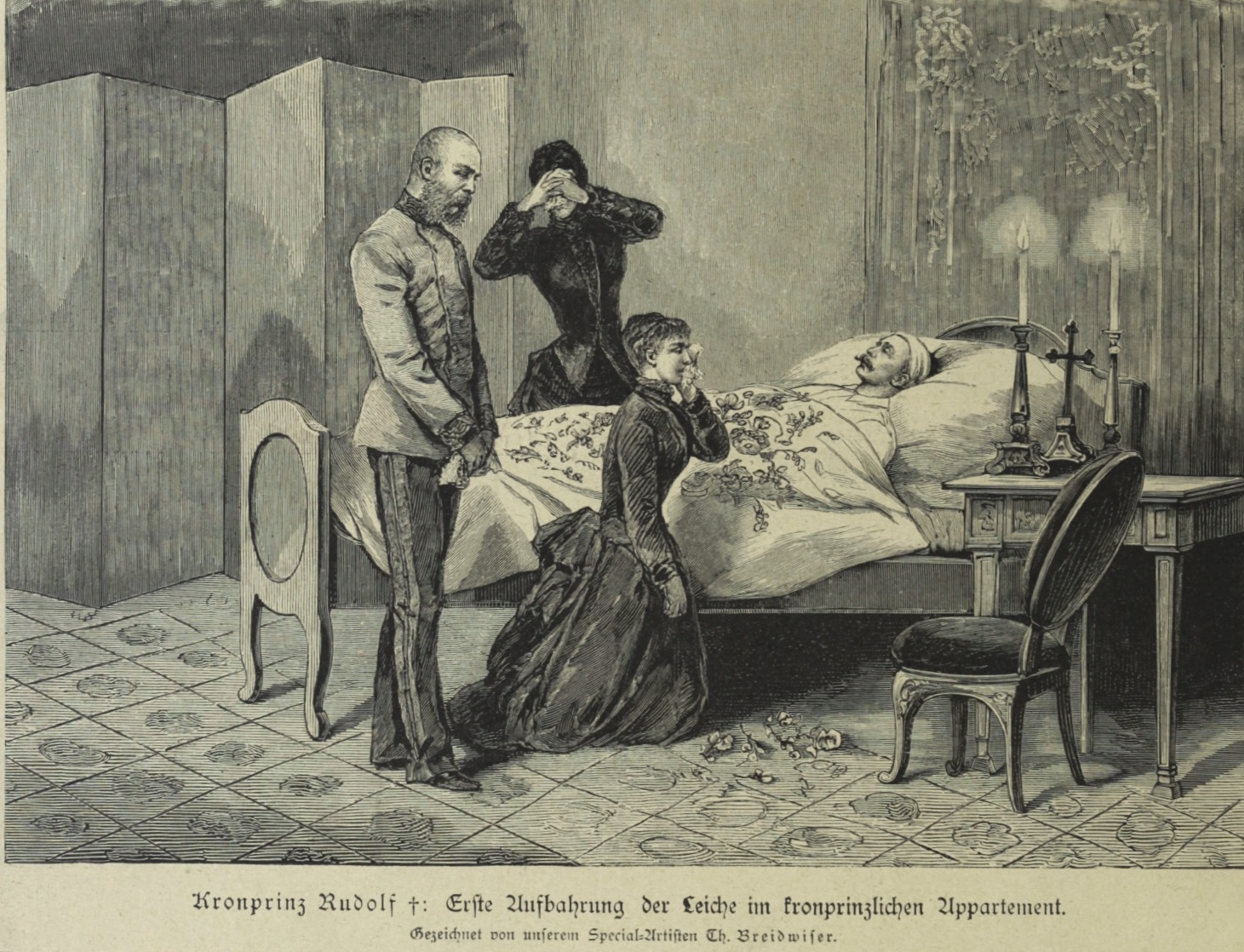
Цісар біля загиблого Рудольфа
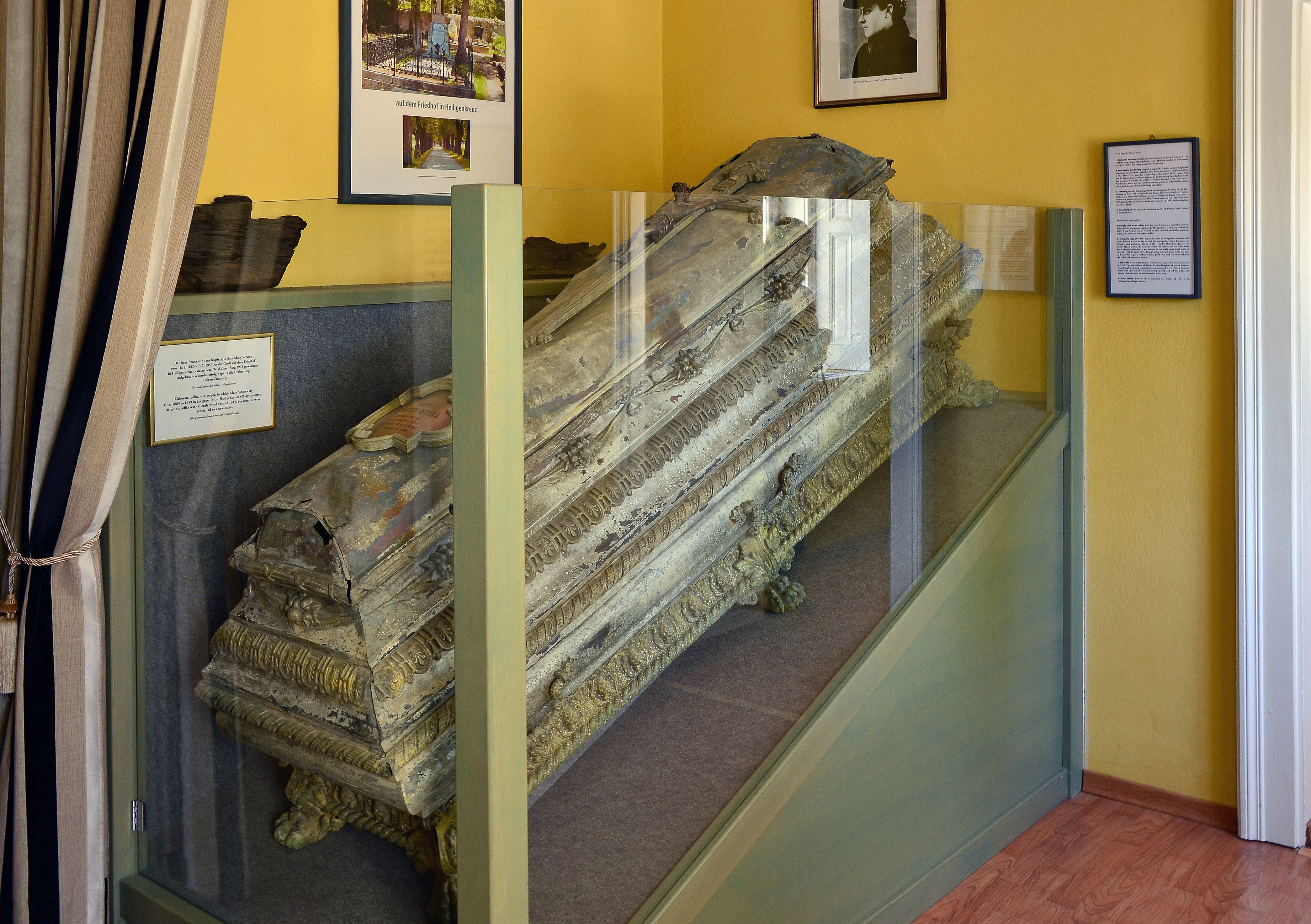
Труна Марії фон Вечери